# Петровина Туропољска
Петровина Туропољска је насељено место у саставу Града Велике Горице, у Туропољу, Хрватска.

## Становништво
На попису становништва 2011. године, Петровина Туропољска је имала 708 становника.

## Попис1991.
На попису становништва 1991. године, насељено место Петровина Туропољска је имало 290 становника, следећег националног састава:
| Попис 1991.‍  | Попис 1991.‍  | Попис 1991.‍ | Попис 1991.‍ | Попис 1991.‍ |
| ------------ | ------------ | ----------- | ----------- | ----------- |
|              |              |             |             |             |
| Хрвати       | Хрвати       |             | 235         | 81,03%      |
| Срби         | Срби         |             | 26          | 8,96%       |
| Југословени  | Југословени  |             | 3           | 1,03%       |
| Муслимани    | Муслимани    |             | 1           | 0,34%       |
| неопредељени | неопредељени |             | 6           | 2,06%       |
| непознато    | непознато    |             | 19          | 6,55%       |
| укупно: 290  |              |             |             |             |